# بیبلیوفیلیا

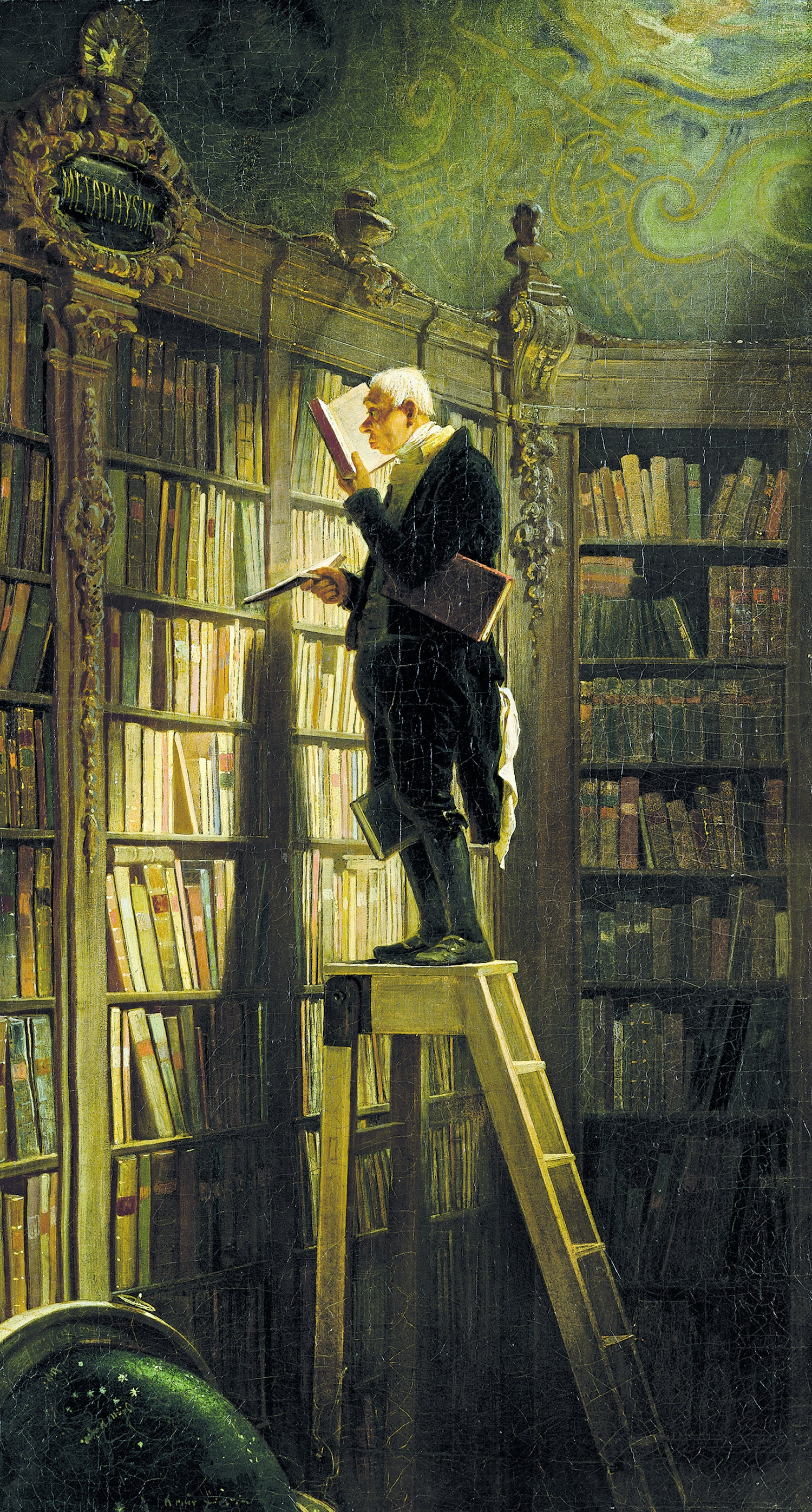
نقاشی کرم کتاب اثر کارل اشپیتسوگ، ۱۸۵۰

بیبلیوفیلیا (انگلیسی: Bibliophilia) عشق به کتاب است و فردی که عاشق کتاب باشد را کتاب‌باز گویند. کتاب‌باز در معنای کلاسیکش، کسی است که به خواندن و مطالعه عشق می‌ورزد، کتاب‌ها را تحسین کرده و گردآوری می‌کند و اغلب، مجموعه‌ای بزرگ و تخصصی از کتاب را گردهم آورده. کتاب‌بازی لزوماً به معنای صرف گردآوری کتاب‌ها نیست. مثلاً می‌تواند شامل افرادی باشد که به دنبال چاپ‌ها و جلدهای غیرمعمولند یا کسانی که نسخه‌های امضاشده را جمع می‌کنند.
کتاب‌بازی نباید با جنون کتاب اشتباه شود. در جنون کتاب که نوعیاختلال وسواس فکری عملی است، علاقه‌مندی و گردآوری کتاب در حدی است که روابط فردی یا سلامتی را به خطر می‌اندازد و در آن، این واقعیت که شی‌ای فیزیکی، کتاب است، کافی است تا فرد به گردآوری یا عشق‌ورزی به آن بپردازد (موضوع، شکل و دیگر خصوصیات کتاب اهمیت ندارد). برخی اصطلاح جنون کتاب را مترادف کتاب‌باز می‌گیرند و در حقیقت، کتابخانه کنگره از اصطلاح کتاب‌باز استفاده نمی‌کند. بلکه خوانندگان و مراجعانش را گردآورندگان (کلکسیونرهای) کتاب یا مجنونان کتاب می‌خواند. کتابخانه عمومی نیویورک نیز چنین است.